# Línia Mareth
La línia Mareth (àrab: خط مارث, ḥaṭṭ Māriṯ) era un sistema de fortificacions de 45 km de longitud construït entre 1936 i 1940 per França al sud de Tunísia, abans de la Segona Guerra Mundial. Era coneguda popularment com la «línia Maginot del desert». Va ser construïda per defensar Tunísia contra les tendències expansionistes dels italians de la Líbia italiana, llavors una colònia de la Itàlia feixista.
Aquesta línia va té un paper important en el curs de les operacions durant la campanya de Tunísia, des de novembre de 1942 a maig de 1943, durant la Segona Guerra Mundial. Tunísia va ser ocupada per les forces de l'Eix després de l'Operació Torxa el 1942 i la línia va ser utilitzada per l'Eix per defensar-se contra el 8è Exèrcit britànic, que havia tornat a ocupar Líbia el 1943.

## Antecedents
Els plans de defensa francesos de Tunísia van assumir que Itàlia llançaria un assalt aclaparant que França no podia oposar-se fàcilment. Es creia que Itàlia llançaria atacs contra Egipte i Tunísia tan aviat com es declarés la guerra, amb l'armada italiana assegurant el subministrament i prohibint qualsevol suport anglo-francès substancial. Amb una força limitada de sis divisions, una divisió de fortaleses i una divisió de cavalleria per defensar el protectorat francès de Tunísia a l'Àfrica francesa del nord, l'exèrcit francès va concebre la idea de crear una línia Maginot al desert. La frontera amb Líbia era indefensable per a una força inferior, de manera que els francesos van considerar dues posicions dins de Tunísia. La millor perspectiva era el uadi Akarit, que anava des del Chott El Fedjed, que és l'extensió oriental de les planes de sal del Chott el Djerid, fins a la mar Mediterrània. El mar i les salines eren infranquejables, de manera que aquesta posició no es podia flanquejar, però la posició del uadi Akarit no protegia la important ciutat i port de Gabès.
Els francesos van escollir la perspectiva més propera, al llarg del Wadi Zigzaou, entre els turons de Matmata i la mar Mediterrània, a 60 km al sud del uadi Akarit. Els turons del uadi Zigzaou eren de fins a 21 m d'alçada i els estudis dels turons de Matmata van indicar que eren intransitables, i el desert occidental semblava igualment inaccessible. Aquesta posició va garantir a Gabès com a base de subministrament, però era vulnerable a l'oest si una força mòbil circulés pels turons de Matmata i uadi Zigzaou, posant als francesos dins d'un atzucat, vulnerable als atacs aeris i al foc de l'artilleria.

## Construcció
La construcció de la línia Mareth va començar el 1936, distribuïda de manera similar a la línia Maginot. La fortificació es va estendre per 45 km amb defenses fixes, trinxeres i fortificacions camuflades. La infanteria s'allotjava a les trinxeres i les 40 fortificacions de formigó. També havia 15 llocs de comandament fortificats i 28 llocs de suport. El terreny no es va adaptar a l'artilleria subterrània, però es van construir vuit grans llocs d'artilleria, cadascun amb capacitat per a una bateria.
El general-resident francès Charles Hippolyte Noguès (del 16 de setembre de 1936 fins al 21 de juny de 1943) i el personal francès van suposar que rebrien poca mà d'obra de França i ja van preveure que no es reforçarien les unitats a Tunísia. Un cop mobilitzat, l'exèrcit francès de Tunísia esperava durar fins a dos anys contra un exèrcit italià superior que ataqués des de Líbia. La línia Mareth va incorporar l'experiència francesa de la guerra de trinxeres i atacs d'infanteria-artilleria. La línia conservaria la mà d'obra francesa, que multiplicaria la força. Igual que a França, els francesos confiaven que les fortificacions fixes només serien assetjades per la potència tàctica aèria i per l'artilleria de campanya immensament millorada. Finalment, es podria utilitzar la posició com a base per atacar Líbia, però qualsevol operació d'aquest tipus es produiria en una nova guerra i només després d'una invasió britànica amb èxit a Egipte.

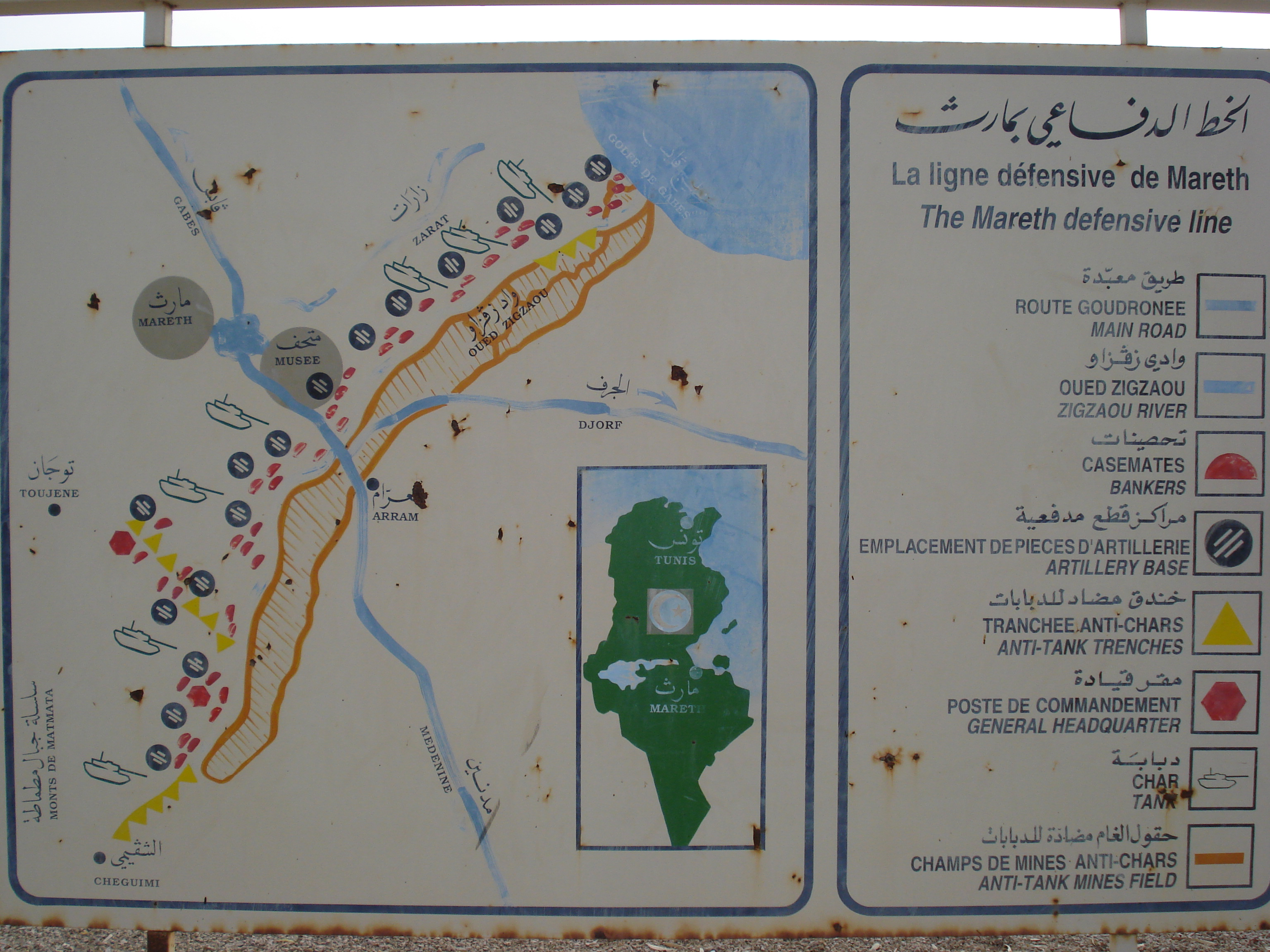
Panell de la línia Mareth a prop del Museu Militar de la línia Mareth, Tunísia
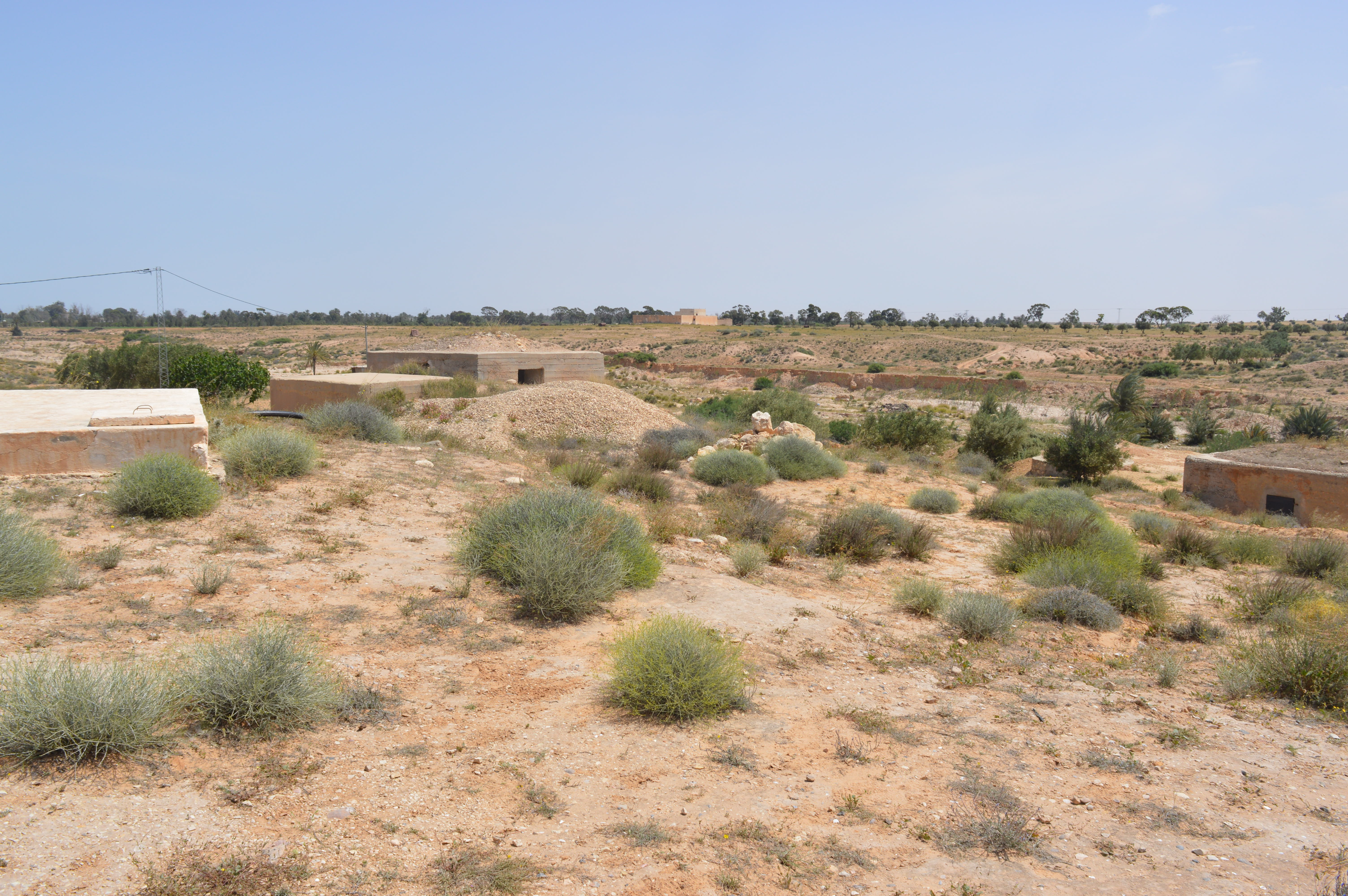
Fortificacions de la Línea Mareth
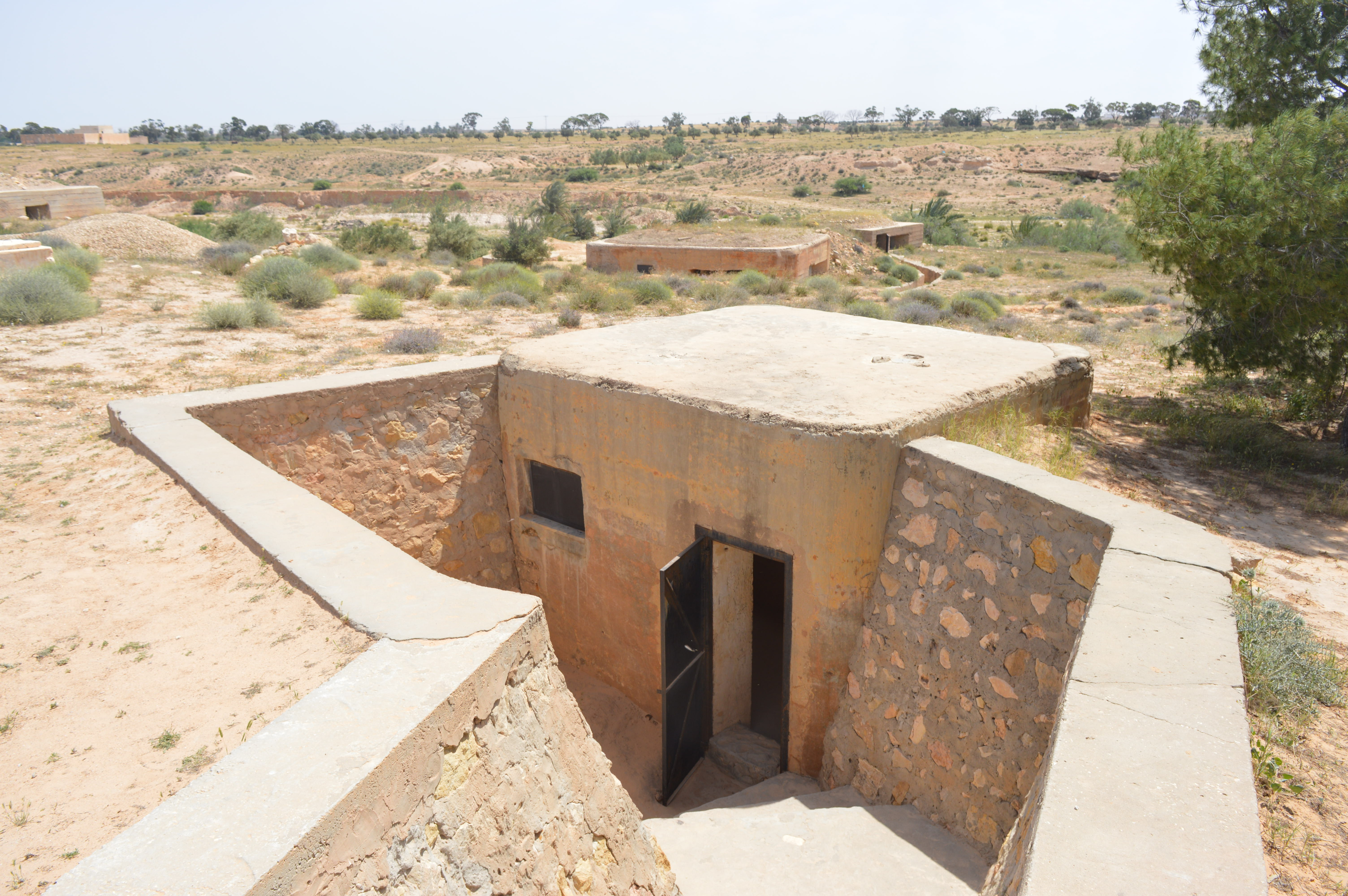
Fortificació de la línia Mareth
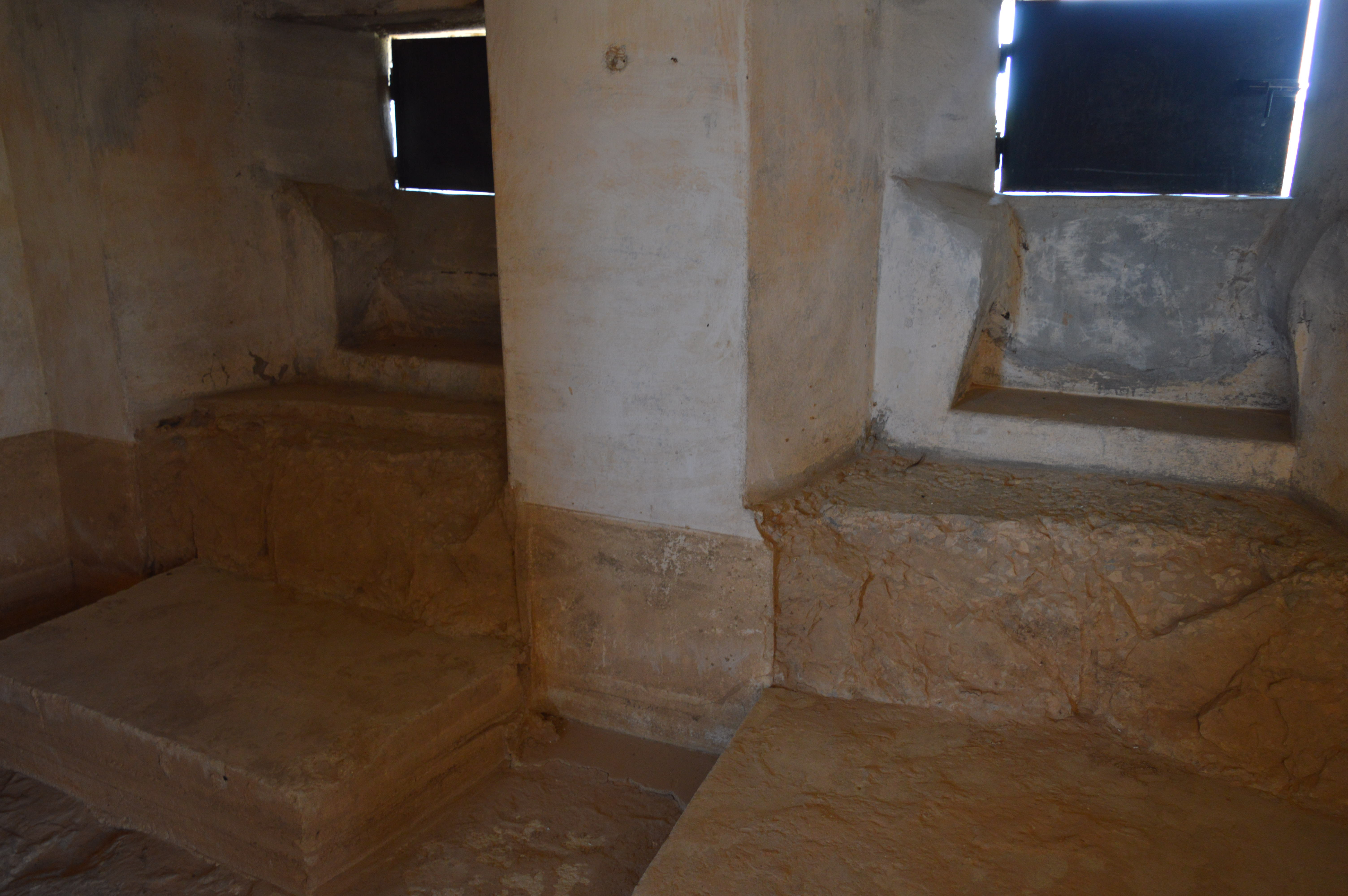
Interior d'una fortificació

## Geografia

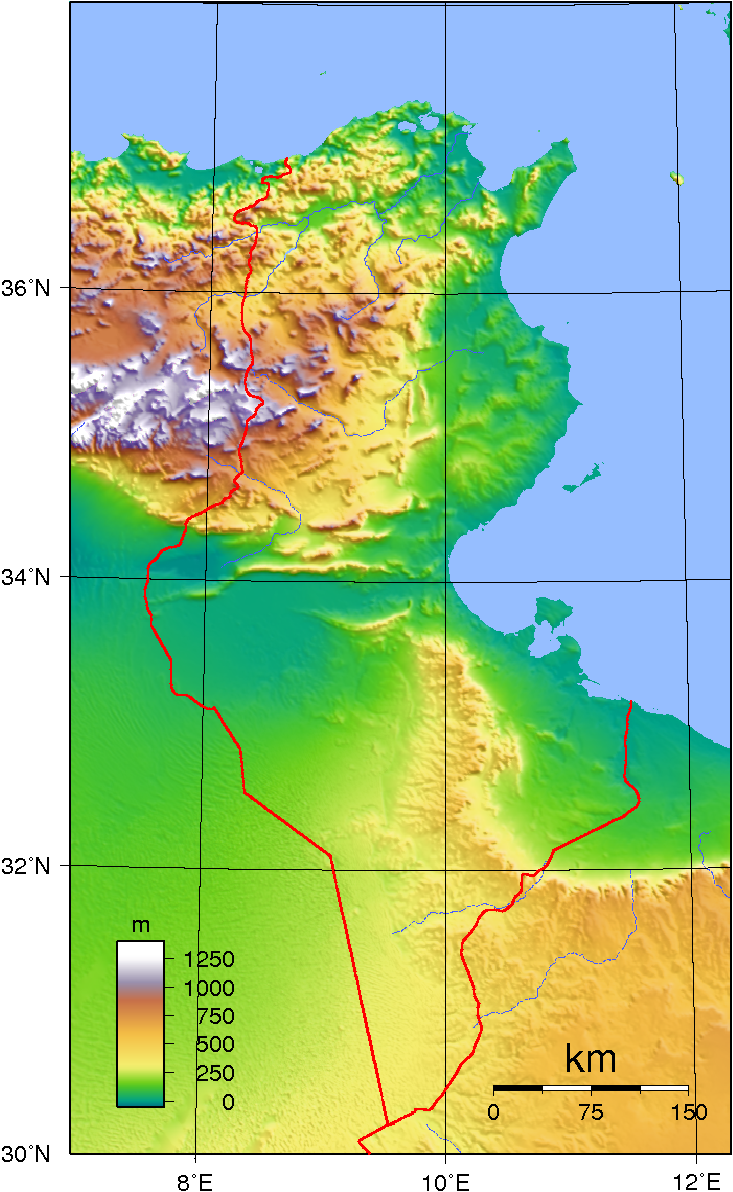
Mapa topogràfic de Tunísia

La geografia del centre de Tunísia està dominada per les muntanyes de l'Atles, mentre que les parts del nord i del sud són àmpliament planes. La principal característica del sud és la dels turons de Matmata, unes elevacions que s'estenen de nord a sud, aproximadament paral·leles a la costa oriental de la mar Mediterrània. A l'oest dels turons, el terreny és un desert inhòspit, que converteix la regió entre els turons i la costa en l'únic fàcil de recórrer al nord de Tunísia. Hi ha una línia més petita de turons que s'estenen d'est a oest, a la vora nord de la serralada de Matmata, cosa que complica encara més aquest travessar el terreny. Hi ha una petita bretxa entre les dues zones, el Tebaga Gap, a l'extrem nord de les muntanyes de Matmata.
La línia Mareth seguia àmpliament el uadi Zigzaou 35 km cap a l'interior de les muntanyes de Matmata, creuant la carretera costanera. El uadi proporciona una línia de defensa natural amb els seus forts turons de sorra alts. Se suposava que era la línia de defensa militar més difícil del nord d'Àfrica. La visió francesa era que els turons eren prou infranquejables per bloquejar qualsevol moviment envoltant terrestre. La línia es va trencar durant l'Operació Sobrecàrrega II.

## La segona Guerra Mundial
Malgrat que la Segona Guerra Mundial va començar el 1939, la línia de Mareth no va tenir cap ús entre 1939 i 1940, ja que Itàlia va romandre neutral fins a pocs dies abans de l'Armistici del 22 de juny de 1940, després de la qual cosa, la línia va ser desmilitaritzada per una comissió italo-alemanya. El novembre de 1942, el 8è exèrcit britànic (general Bernard Montgomery) va derrotar el Panzerarmee Afrika a la segona batalla d'El Alamein i el 1r exèrcit britànic va desembarcar a l'Àfrica del Nord francesa en l'Operació Torxa. Les forces de l'Eix van ocupar Tunísia en la campanya de Tunísia, des de novembre de 1942 fins a març de 1943, el Panzerarmee va dur a terme una retirada lluitant a través d'Egipte i Líbia, perseguida pel 8è Exèrcit. Els enginyers de l'Eix van renovar la línia Mareth per a l'ocupació del Panzerarmee i, al març de 1943, ja havien posades més de 100 km de filferro d'arç, 100.000 mines antitancs i 70.000 mines antipersones, els búnquers havien estat reforçats amb formigó i armats amb armes antitancs i antiaèries. Al març de 1943, el 8è exèrcit va arribar a la frontera entre Líbia i Tunísia i es va detenir a Médenine per preparar-se per atacar la línia Mareth. Les forces de l'Eix van canviar-se de nom pel de 1r exèrcit italià (general Giovanni Messe) i van intentar fer un atac, l'operació Capri. L'atac va fracassar i les tropes de l'Eix es van retirar cap a la línia Mareth, a l'espera de l'atac britànic. Els observadors britànics de la línia Mareth va comptar amb l'assistència del general Rime-Bruneau, antic cap d'estat major de la guarnició de Tunísia i del capità Paul Mezan, enginyer de la guarnició de la línia Mareth.

### La batalla de la línia Mareth
El 19 de març de 1943, el 8è Exèrcit, va fer un assalt frontal a l'Operació Pugilist. La 50a divisió d'infanteria britànica va penetrar a la línia a prop de Zarat, però va ser expulsada per la 15a Divisió Panzer el 22 de març. El reconeixement anterior del Long Range Desert Group havia demostrat que la línia podia ser flanquejada. Una força podria travessar els turons del sud de Matmata, arribar a la bretxa de Tebaga des de l'oest i passar a la plana costanera darrere de la línia Mareth, que es va conèixer com el «ganxo esquerre». Al mateix temps que Pugilist, Montgomery havia enviat la 2a divisió de Nova Zelanda al voltant dels turons de Matmata, però el seu atac es va contenir en la bretxa del 21 al 24 de març. Montgomery va enviar la 1a divisió blindada del 10è Cos per reforçar l'atac de Tebaga, i va posar al comandament del cos a Brian Horrocks. Els britànics van atacar de nou en l'Operació Sobrecàrrega II el 26 de març i van trencar la bretxa el 27 de març. Aquest èxit, combinat amb un nou assalt frontal, va fer insostenible la línia de Mareth, però el 1r exèrcit italià va escapar de l'encerclament, quan la 1a divisió blindada va ser retinguda a El Hamma i les forces de l'Eix es van retirar cap al uadi Akarit, a 60 km al nord.

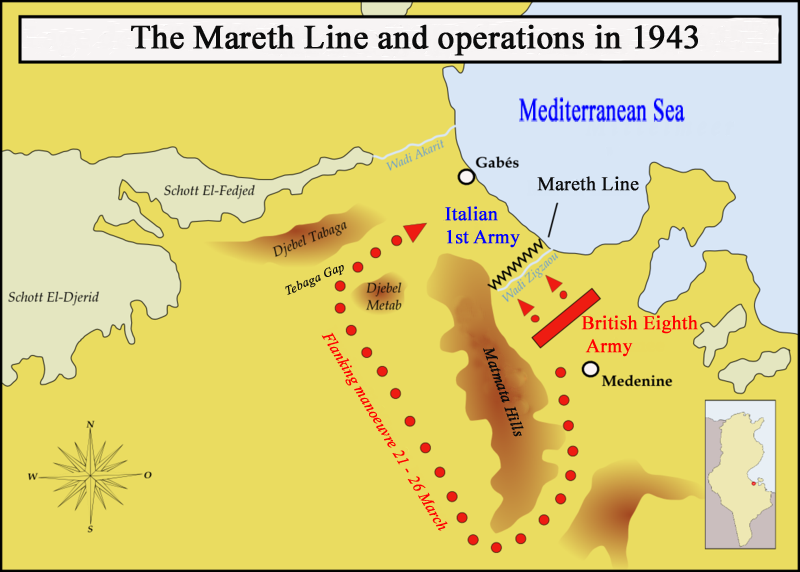
Batalla de la línia Mareth, 1943
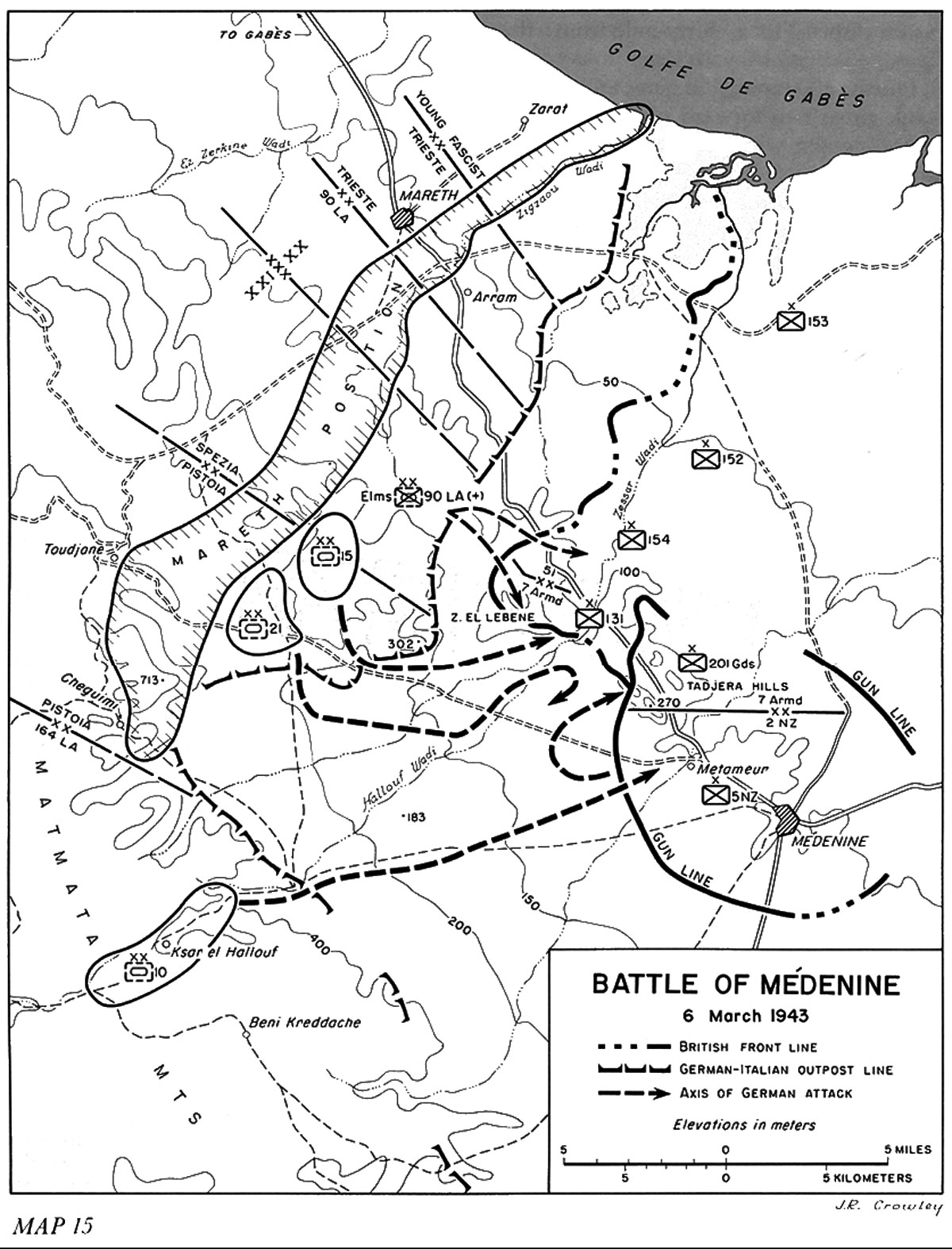
Batalla de Médenine, 1943
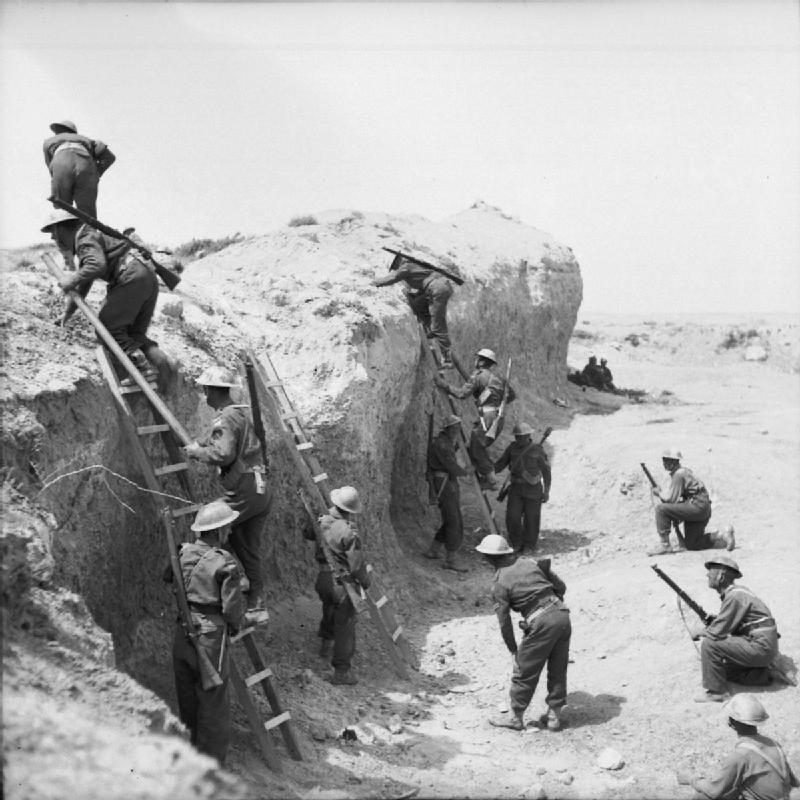
La infanteria britànica utilitzant escales per escalar les parets del uadi Zigzuoa, a la línia Mareth, 27 de març de 1943
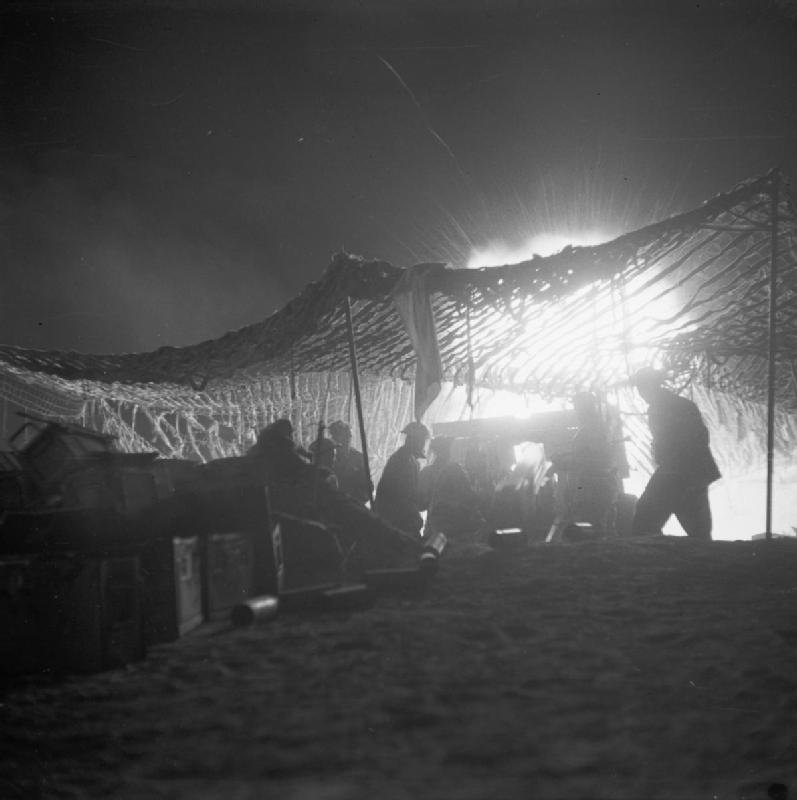
Un canó 25 pdr en acció durant la nit de l'assalt a la línia Mareth, 30 de març de 1943